# Hebbalaguppe, Heggadadevankote
Hebbalaguppe là một làng thuộc tehsil Heggadadevankote, huyện Mysore, bang Karnataka, Ấn Độ.